# Enxofre/peróxido de benzoíla
Enxofre/peróxido de benzoíla (nome comercial: Acnase) é uma associação medicamentosa de uso tópico contra cravos e espinhas, com ação bactericida, antisséptica e esfoliante.
Produzido pelo Laboratório Zurita, que passou a ser adquirida pela Avert Laboratórios Ltda., tem como princípios ativos o enxofre e o peróxido de benzoíla.